# Jiří Valík
Jiří Valík (* 26. července 1966, Zábřeh) je bývalý československý a později český atlet, sprinter.
Největší úspěch zaznamenal v roce 1990 na halovém ME ve skotském Glasgow, kde získal v běhu na 60 metrů bronzovou medaili. Na halovém MS 1991 v Seville skončil na šedesátce a v závodě na 200 metrů v semifinále.
Společně s Františkem Ptáčníkem drží časem 5,73 s český halový rekord v běhu na 50 metrů.